# Monster Cable Products
Pour les articles homonymes, voir Monster.
Pour la société qui gère un site de recrutement d'emploi, voir Monster Worldwide.
Monster Cable Products Inc est une entreprise américaine fondée en 1978, propriétaire de la marque de câbles audio et vidéo Monster Cable. L'entreprise produit de l'électronique grand public sous divers noms, dont des accessoires comprenant les câbles audio et vidéo, des écouteurs, haut-parleurs, télécommandes, etc.

## Histoire
Monster Cable Products (Monster) a été fondée à San Francisco en 1978 par l'ingénieur Noel Lee.
La société est basée à Brisbane, Californie, et a des bureaux à Ennis (Irlande), Londres, et Hong Kong, avec environ 650 employés, la plupart d'entre eux travaillant au siège social américain. La société est une société privée, et par conséquent ne publie pas ses chiffres de vente.
Ces dernières années, face à la concurrence croissante et afin de réduire les coûts, l'entreprise a externalisé la plupart de ses lignes de production.

## Historique
Noel Lee naît le 25 décembre 1948 à San Francisco. Quand il crée Monster Cable Products en 1978, contrairement à ses amis musiciens, il s'inquiète davantage du son acheminé par la connectique que de la production sonore proprement dite, un souci ignoré des fabricants qui utilisent, à l'époque, du simple fil électrique pour brancher les enceintes.
Tout commence avec un article de Jean Hiraga publié dans le magazine français La Revue du Son qui pose la question : « Peut-on évaluer le son d'un câble de liaison ? » ; un article repris et traduit dans un magazine américain, donnant ainsi l'idée à Noel Lee de tester dans son garage diverses combinaisons de matériaux, d'épaisseurs de fil, et de torsions, tout en écoutant le même titre, à savoir l'Ouverture 1812 de Tchaïkovski jusqu'à obtenir la meilleure combinaison possible.
Le câble Monster comprend 500 fils de cuivre glissés dans un manchon en vinyle pour une résistance la plus faible possible. Après deux ans passés à la recherche d'un financement bancaire, Noel Lee peut faire la tournée des magasins audio pour proposer ses câbles. Il soigne également le packaging, lui attachant une importance inconnue jusqu'alors dans ce domaine. Le succès est immédiat et il décline ensuite l'offre pour des applications connexes telles que studios, salles de concert, home cinema et téléviseurs, auto-radios, etc.